# Rachele (Michelangelo)
Rachele è una scultura marmorea (h 197 cm) di Michelangelo, databile al 1542 circa e conservata nella basilica di San Pietro in Vincoli a Roma, tra le statue della tomba di Giulio II.

## Storia
Con la Lia, la statua di Rachele andò a completare la decorazione dell'ultima versione del monumento funebre a papa Giulio II del 1542-1545, opera travagliatissima a cui l'artista aveva lavorato per quasi quarant'anni. Destinata alla nicchia di sinistra, accanto al più antico e ben riuscito Mosè, l'opera è documentata in una supplica a Paolo III del 20 luglio 1542, in cui si riferisce che le opere erano a buon punto. Un mese dopo Michelangelo stipulò un contratto con Raffaello da Montelupo per portare a termine le cinque statue mancanti della tomba, comprese Lia e Rachele, sebbene per queste ultime due il maestro si riservò di nuovo l'esecuzione di mano sua poco dopo. Pare che comunque la pulitura e rifinitura venne lasciata all'aiutante.
Dopo il completamento del monumento Michelangelo ricevette numerose critiche sul risultato finale, che tra l'altro arrivarono a negare la sua autografia nelle due statue delle nicchie, ipotesi che venne a lungo ripresa dalla critica fino al XIX secolo, finché non vennero pubblicati i documenti che provavano la sua paternità.

## Descrizione e stile
Rachele, eroina biblica, è raffigurata come una donna incappucciata avvolta da un lungo e pesante mantello, il cui panneggio aderisce al corpo con pieghe lunghe e frastagliate, con l'effetto bagnato. Con gli occhi si rivolge al cielo, compiendo una misurata torsione, e tiene le mani giunte nella posizione tipica della Speranza. Secondo Vasari e Condivi essa sarebbe un'allegoria della Vita contemplativa, basandosi su un passo dantesco o sulle Diputationes Camaldulenses di Cristoforo Landino.
In questo senso le due figure femminili rappresenterebbero due modi di essere, ma anche due modi di salvezza non necessariamente in conflitto tra di loro: la vita contemplativa viene rappresentata da Rachele che prega come se per salvarsi usasse unicamente la Fede, mentre la vita attiva, rappresentata da Lia, trova la sua salvezza nell'operare. L'interpretazione comune dell'opera d'arte è che si tratti di una specie di posizione di mediazione tra Riforma e Cattolicesimo dovuta sostanzialmente alla sua intensa frequentazione con Vittoria Colonna e il suo entourage.